# Triclema ituriensis
Triclema ituriensis är en fjärilsart som beskrevs av James John Joicey och Talbot 1921. Triclema ituriensis ingår i släktet Triclema och familjen juvelvingar. Inga underarter finns listade i Catalogue of Life.